# Schmauchlümmel
Schmauchlümmel ist der zentrale Begriff eines Gesprächsausschnittes, der Johann Wolfgang von Goethe zugeschrieben wird und bis heute immer wieder in Texten, die auf die Gefahren des Rauchens hinweisen, zitiert wird.
Über die Schmauchlümmel heißt es in diesem Text, das Rauchen mache
„dumm; es macht unfähig zum Denken und Dichten. Es ist auch nur für Müßiggänger, für Menschen, die Langeweile haben, die ein Dritteil des Lebens verschlafen, ein Dritteil mit Essen, Trinken und andern notwendigen oder überflüssigen Dingen hindudeln, und alsdann nicht wissen, obgleich sie immer vita brevis sagen, was sie mit dem letzten Dritteil anfangen sollen. [...] Zum Rauchen gehört auch das Biertrinken, damit der erhitzte Gaumen wieder abgekühlt werde. Das Bier macht das Blut dick und verstärkt zugleich die Berauschung durch den narkotischen Tabaksdampf. So werden die Nerven abgestumpft und das Blut bis zur Stockung verdickt. Wenn es so fortgehen sollte, wie es den Anschein hat, so wird man nach zwei oder drei Menschen-Alter[n] schon sehen, was diese Bierbäuche und S c h m a u c h l ü m m e l aus Teutschland gemacht haben. An der Geistlosigkeit, Verkrüppelung und Armseligkeit unserer Literatur wird man es zuerst bemerken. [...] Und kein Hungriger wird gesättigt und kein Nackter gekleidet. Was könnte mit dem Gelde geschehen! Aber es liegt auch im Rauchen eine arge Unhöflichkeit, eine impertinente Ungeselligkeit.“

## Ursprung des Textes
Der Textausschnitt stammt im genauen Wortlaut ursprünglich aus der Feder des deutschen Historikers Heinrich Luden (1778–1847) und wurde kurz nach Ludens Tod aus seinem Nachlass in dem Buch Rückblicke in mein Leben (Jena 1847) veröffentlicht. Luden begegnete Goethe zum ersten Mal im Jahr 1806 in Jena, im Hause des Arztes Christoph Wilhelm Hufeland, zu dessen Patienten auch Goethe zählte. In derselben Gesellschaft befand sich auch einer der engsten Freunde Goethes, der Prinzenerzieher am Weimarer Hof und Lyriker Karl Ludwig von Knebel (1744–1834), dessen Bekanntschaft Luden machte. Wenige Wochen später, während eines Besuches Ludens bei Knebel, kam das Gespräch auf Goethes Vorbehalte gegen das Schnupfen und das Rauchen, wobei die zitierte Textpassage geäußert wurde. Der Wortlaut stammt also von Heinrich Luden, der nach einem Gespräch mit Knebel dessen Wortlaut eines Gespräches mit Goethe wiedergegeben hatte. Dieses zugrundeliegende Gespräch Goethes mit Knebel ist dabei nicht datiert, die Artemis-Ausgabe der Werke Goethes (Bd. 22, S. 518f.) gibt 1776 oder 1806 an, nur Ludens Unterhaltung mit Knebel lässt sich auf Frühjahr bis Sommer des Jahres 1806 datieren.